# Campionat del món d'escacs de 1961
El Campionat del món d'escacs de 1961 se celebrà a Moscou entre el 23 de març i el 20 de maig de 1961, entre Mikhaïl Tal (el vigent campió del món) i Mikhaïl Botvínnik (l'aspirant, i excampió). Fou el matx de "revenja" conseqüència del campionat del món de 1960, en el qual Botvínnik havia perdut el títol a favor de Tal: la normativa de la FIDE donava al campió sortint el dret de desafiar el nou campió en un matx de revenja, dret al qual es va acollir Botvínnik en aquest cas. Després d'aquesta edició, la regla del dret a revenja fou cancel·lada per la FIDE.
El vencedor fou Botvínnik, que va conquerir el títol mundial per tercer cop.

## Resultats
El campionat es jugava al millor de 24 partides, i va acabar amb un 13-8 per Botvínnik després de 21 partides. Algunes fonts atribueixen la desfeta de Tal (almenys en part) al seu delicat estat de salut.
|                   | 1 | 2 | 3 | 4 | 5 | 6 | 7 | 8 | 9 | 10 | 11 | 12 | 13 | 14 | 15 | 16 | 17 | 18 | 19 | 20 | 21 | 22 | 23 | 24 | Total |
| ----------------- | - | - | - | - | - | - | - | - | - | -- | -- | -- | -- | -- | -- | -- | -- | -- | -- | -- | -- | -- | -- | -- | ----- |
| Mikhaïl Botvínnik | 1 | 0 | 1 | ½ | ½ | ½ | 1 | 0 | 1 | 1  | 1  | 0  | 1  | ½  | 1  | ½  | 0  | 1  | 0  | ½  | 1  | -  | -  | -  | 13    |
| Mikhaïl Tal       | 0 | 1 | 0 | ½ | ½ | ½ | 0 | 1 | 0 | 0  | 0  | 1  | 0  | ½  | 0  | ½  | 1  | 0  | 1  | ½  | 0  | -  | -  | -  | 8     |